# 謝東榮
謝東榮（1943年—1970年），臺灣嘉義市人。陸軍士官學校學生。於湖口當裝甲兵時，在廁所寫「軍隊是人民公社，大家要忍耐」，因而涉及『書寫反動文字』，而單獨成案。初審被判7年，執行4年；『泰源事件』發生時，還剩3年刑期。監禁於泰源義監，白天在獄外當外役。負責內部的聯繫工作，擔任傳達訊息的角色。據家人認屍時，身中4槍。時年二十七歲，為五位叛亂囚犯之中最年輕。泰源事件，為1970年發生於台灣台東縣東河鄉泰源谷地泰源監獄的事件，參與者有參與台灣獨立運動的政治犯、駐守該監獄的警衛和當地臺灣原住民。官方定義此事件是暴動，台獨人士則認為是台獨武裝起義。
台灣教師聯盟、台灣國家聯盟、台灣嘉義社等民間團體亦於2013年6月舉辦嘉義首場泰源事件五烈士紀念追思會，獻花歌詠「勇敢的台灣人」，並呼籲以台灣為主體寫歷史，而非任由外來殖民政權讓青史盡成灰，台灣人要以網路2.0突破封鎖台灣歷史的教科書。謝東榮的4位妹妹也與會，憶起領回哥哥遺體時的情狀，不禁熱淚盈眶。謝東榮妹妹謝秋櫻說，哥哥服陸軍兵役時投入台獨運動，被軍中輔導員指認在廁所寫反動標語「國家是共匪的奴隸，軍中是人民公社」，遭判刑7年。在泰源監獄服刑時，哥哥想結合獄中近300位政治犯，利用衛兵交班越獄，占領台東電台宣傳訴求。她說，行動因衛兵提早交班失敗，哥哥逃入山中，不久被抓回，1970年被槍決，死前高喊「台灣獨立萬歲」。身為政治受難者家屬，在社會上飽受歧視、排斥與異樣眼光。人人為了自保，都不敢與他們來往…。謝秋櫻所說的，就是台灣在白色恐怖下，政治受難者家屬一致走過的路。遺書直到42年後才送交家屬手中，「哥哥死了，仍有很多人秉持他的精神奮鬥」。

## 文獻與連結
- 敬泰源事件烈士（施明德），蘋果日報（页面存档备份，存于）
- 當獨裁是事實 革命就是義務，聯合報
- 施明德家後陳嘉君 紀念美麗島事件30週年Blog（页面存档备份，存于）